# Adolph Oppenheim
Adolph Oppenheim (* 16. Januar 1816 in Königsberg; † 3. April 1894 in Berlin) war ein deutscher Landwirt und Rittergutbesitzer.

## Leben
Der Landwirt Adolph Oppenheim war der zweite Sohn des Königsberger Bankiers Martin Wilhelm Oppenheim (1780–1863) und Rosa, geb. Alexander (1792–1849), sowie der Schwiegersohn des Bankiers Marcus Warschauer (1777–1835).

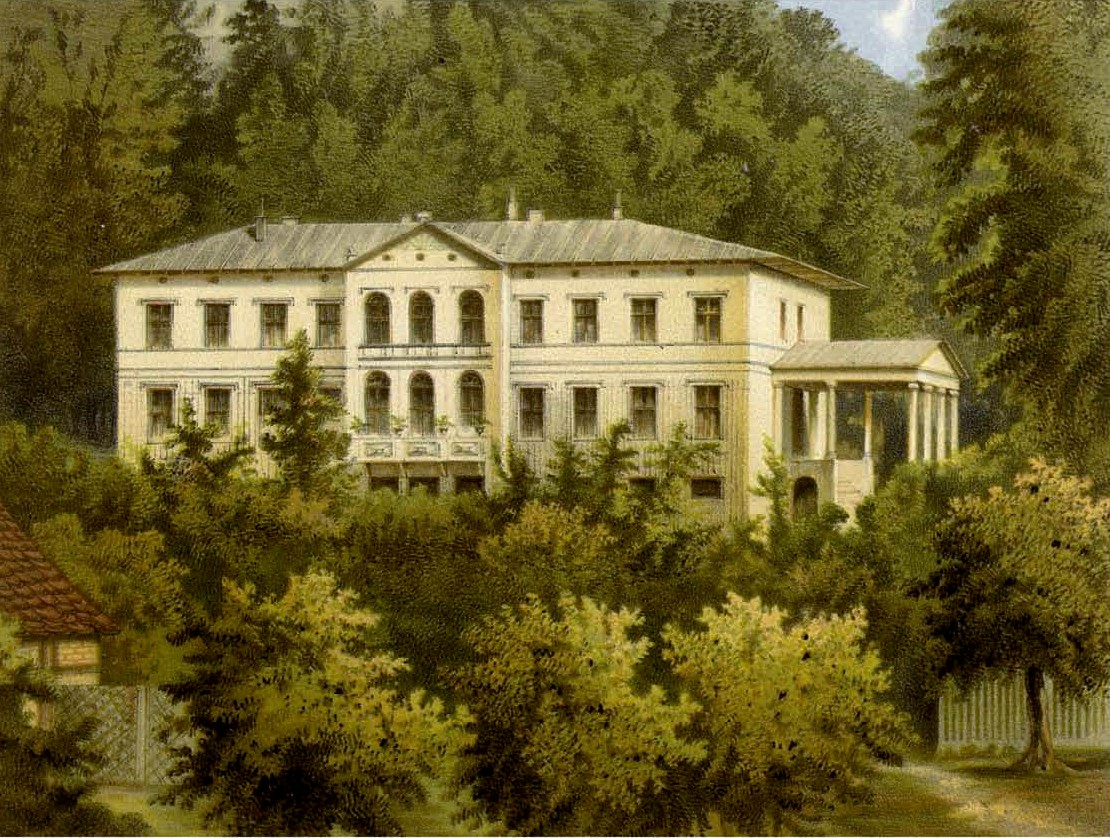
Villa Oppenheim, Gut Fuchsberg, Kreis Fischhausen

Adolph Oppenheim erwarb 1840 das Rittergut Fuchsberg im Kreis Fischhausen, Regierungsbezirk Königsberg, Ostpreußen mit einer Gesamtgröße von 390 Hektar und ließ dort ein herrschaftliches Haus erbauen.

„Das Gut Adlich Fuchsberg 1527 Morgen gross, 1,5 Meile nordwestlich von Königsberg auf einer anmutigen bewaldeten Höhe gelegen, wurde im Jahre 1461 am Abend Johannes baptistae von dem Hochmeister Martin Truchsess den Gebrüdern Friedrich und Hans Lindenau als Gut zum Fuchsbergk verschrieben. Im Jahre 1530 ging das Gut Fuchsberg in die Familie von Hirsch über, und blieb in derselben bis zum Jahre 1757. Den 24. April genannten Jahres starb der damalige Besitzer der Königliche Preussische Major Georg Gabriel von Hirsch kinderlos, und überliess das Gut seiner Witwe Albertine geborene von der Groben, welche sich am 11. September 1758 mit dem Tribunalsrath Ludwig Friedrich von Auer auf Goldschmiede verheiratete. 1796 nahm der älteste Sohn der Kriegs- und Domänen-Rath Ernst Christoph Friedrich von Auer das Gut Fuchsberg aus der Erbschaft der Mutter an, starb aber schon im Jahre 1799. Aus dem Besitze der Witwe kam das Gut im Wege der Subhastation im Jahre 1818 an Herrn von Heyking auf Adamsheide.“

1853 veräußerte Oppenheim das Gut an Carl Leopold Andrié und wechselte nach Berlin, wohin sich der Schwerpunkt der Familie Oppenheim verlagert hatte.
1865 Jahren erwarb er das zuvor der Familie Thaer gehörende „Rittergut Rüdersdorf“ bei Berlin in Hennickendorf mit 2000 Morgen Land. Das zugehörige Gutshaus befindet sich heute noch nahe dem nördlich von Rüdersdorf gelegenen Hennickendorf, auf der Berliner Straße 20. Im Juli 1872 eröffnete der Rittergutsbesitzer Oppenheim zu Rüdersdorf eine 12,5 km lange Industriebahn zwischen dem Stienitzsee und dem Dorf Herzfelde in der Schmalspur von 750 mm, die ausschließlich dem Güterverkehr diente und Anschluss zu den Ziegeleien in Herzfelde besaß. Oppenheim war bei Bohrungen auf Glindower Ton gestoßen. Seit Entdeckung der großen Tonvorkommen am Stienitzsee entstanden zahlreiche Ziegeleien.
Nach Adolph Oppenheims Tod wurde das Rittergut, nun 3.900 Morgen groß, von seinem ältesten Sohn Otto Oppenheim (1841–1908) mit Ziegeleien, Tongruben und einer Kleinbahn bewirtschaftet. 1907 verkaufte er es an August Thyssen junior.

## Familie
Adolph Oppenheim heiratete seine Cousine Marie Josephine Warschauer (1820–1883). Sie hatten drei Söhne Otto, Adolph und Paul und eine Tochter Rosa. Die Eltern lebten teils in Berlin und später auf dem Rittergut Rüdersdorf bei Berlin, welches der älteste Sohn Otto mit übernahm.
- Otto Alexander Wilhelm Marcus Oppenheim (1841–1908)
- Marie Alexandrine Rosa Oppenheim (* 1843) heiratete 1865 Karl Wilhelm Borchardt.[8] Es gab Spekulationen, dass nach Borchardts Tod Rosa ein Kind mit Karl Weierstraß hatte.[9]
- Adolph Oppenheim (1852–1924)
- Paul Oppenheim